# Катунакия
Катуна̀кия (на гръцки: Σκήτη Κατουνάκια) е православен скит на Света гора, подчинен на манастира Великата Лавра. Скитът е разположен между скитовете „Мала Света Анна“ и Карулия. Скитът се състои от 22 килии, в които живеят около 35 монаси. В скита се намира килията Данилеон, в която работят едни от най-добрите атонски иконописци.
Името произхожда от гръцката дума κατούνα – военен лагер, тясно, защитено място. Поселището възниква в началото на XVIII век. През 1903 г. се състои от 19 гръцки киллии, а в наши дни – от 22 килии-исихастерии, като най-старите от тях, Благовещенската и Успенската, са създадени през 1852 г.
Най-голямата килия на Катунакия – Данилеон, принадлежи на братството на атонски иконописци и псалти. Основана е от монаха Даниил († 1929), по името на когото получава и своето име. Даниил е автор на няколко книги с духовно-аскетично съдържание.
Храмът на скита е посветен на преподобните отци, просияли на Атон. Освен Даниил, в Катунакия през XX в. се подвизават и монасите Игнатий Слепи († 1927), Калиник Исихаст († 1930), Герасим Менайос († 1957). В килията на прп. Ефрем е живял монахът Ефрем Катунакийски († 1998), който прекарва целия си живот в строго послушание, и се счита за един от атонските светци на XX век.